# Lucernariopsis vanhoeffeni
Lucernariopsis vanhoeffeni är en nässeldjursart som först beskrevs av Browne 1910.  Lucernariopsis vanhoeffeni ingår i släktet Lucernariopsis och familjen Kishinouyeidae.
Artens utbredningsområde är Södra Ishavet. Inga underarter finns listade i Catalogue of Life.